# Københavns Idræts Forening
Københavns Idræts Forening (auch Københavns IF, KIF) ist ein dänischer Leichtathletik-Verein aus Østerbro, Kopenhagen. 
Der Verein wurde im Jahre 1892 gegründet und ist somit der erste und älteste Leichtathletik-Verein Dänemarks. Der Name wurde 1914 von Københavns Fodsports-Forening auf Københavns Idræts Forening (KIF) geändert. Der Verein hat fast 500 dänische Meisterschaften gewonnen und brachte fast 40 Sportler hervor, die an  Olympischen Spielen teilnahmen. Der KIF organisiert Dänemarks größte Leichtathletikveranstaltung, den Eremitagelauf. Der Verein hat seine Sportanlagen am Østerbro Stadion sowie in der Club Danmark Hallen in Valby. 

## Bekannte Mitglieder
- Eugen Schmidt
- Ernst Schultz
- Christian Christensen
- Henry Petersen
- Niels Holst-Sørensen
- Gunnar Nielsen
- Loa Olafsson
- Henrik Jørgensen
- Søren Wulff Johansson
- Wilson Kipketer